# Француски револуционарни ратови: Кампања 1799.
Година 1799. је осма година Француских револуционарних ратова.

## Порази Француске републике
Дана 1. марта 1799. године без објаве рата француска Дунавска армија је прешла Рајну код Кела и Базела, али је потучена од надмоћније аустријске војске код Остраха. Други пораз наступио је код Штокаха приликом повлачења. 
У Италији је Бартелеми Шерер претрпео пораз у бици код Мањана од аустријског генерала Краја. Тада је из Русије стигао генерал Александар Суворов и преузео команду над војском Савезника. У бици код Требије (18/19. јун) Суворов је потукао француског команданта Макдоналда. После још једне победе (Битка код Нове Лигуре од 15. августа) Суворов је кренуо Алпа у Швајцарску.
У Швајцарској, француски командант Масена је потукао Русе под командом Александра Михаиловича Корсакова и Аустријанце под командом Хоцеом од Цириха 25. септембра. Суворов је однео победу код Светог Готхарда и 25. септембра стигао у долину Урзерентала. Он се, без хране, муниције и помоћи савезника, пробијао кроз снежне и ледене превоје, а Французи су безуспешно покушавали да га успоре.
Французи су однели победе у Холандији, али у Напуљу и Сицилији су избили устанци и ројалисти су се вратили на власт.

## Државни удар и крај Прве француске републике
Због француских пораза у борбама против Друге коалиције, у држави је дошло до нерасположења народа према Директоријуму што је искористио Наполеон Бонапарта да изврши државни удар 18/19. бримера и уведе конзулат у Француској. Сву власт у земљи тада је Наполеон држао у својим рукама.

## На мору
Након формирања Друге коалиције, Британци су уз помоћ Руса заробили готово целу холандску флоту (Битка код Ден Хелдера). 
Исте године, Британци су заузели Менорку, опсели Малту, а руско-турска флота је заузела Јонска острва. 16. јула, турско-британска флота је заузела Абукир. 